# Piper storkii
Piper storkii är en pepparväxtart som beskrevs av William Trelease. Piper storkii ingår i släktet Piper och familjen pepparväxter. Inga underarter finns listade i Catalogue of Life.